# 湖北科技学院
湖北科技学院，原名咸宁学院，由原咸宁医学院和咸宁市师范高等专科学校于2002年合并而成，于2011年变更为此名。校址位于湖北省咸宁市，北距湖北省武汉市约80公里。截至2014年，学院占地面积1860亩，建筑面积65万平方米，由温泉中心校区和咸安校区组成。截至2013年12月，湖北科技学院有本、专科专业及方向80余个，涵盖了理学、工学、医学、经济学、管理学、教育学、文学、历史学、艺术学、农学等10大学科门类，现有全日制在校本、专科学生18000余人，硕士研究生200余人。